# Eoscarta marginiceps
Eoscarta marginiceps är en insektsart som beskrevs av Melichar 1914. Eoscarta marginiceps ingår i släktet Eoscarta och familjen spottstritar. Inga underarter finns listade i Catalogue of Life.